# Pale (kommun)
Kommunen Pale (serbiska: Opština Pale, kyrillisk skrift: Општина Пале) är en kommun i staden Istočno Sarajevo i Serbiska republiken i östra Bosnien och Hercegovina. Kommunen hade 20 909 invånare vid folkräkningen år 2013, på en yta av 488,89 km².
Av kommunens befolkning är 97,81 % serber, 0,89 % bosniaker och 0,61 % kroater (2013).